# Acronema paniculatum
Acronema paniculatum là một loài thực vật có hoa trong họ Hoa tán. Loài này được (Franch.) H.Wolff mô tả khoa học đầu tiên năm 1927.